# Act+Fast 질식 방지 트레이너
"질식 구조 훈련 조끼"라고도 알려진 Act+Fast 질식 방지 훈련기는 캘리포니아에 본사를 둔 회사인 Act+Fast LLC에서 제조한 시뮬레이션 장치이다. 질식 구조 기술을 연습하는 데 도움이 되며 질식 구조 프로토콜, 복부 밀어내기 (하임리히 법) 및 등 때리기 방법을 가르치기 위해 기본 기도 관리에 주로 사용된다. 질식 방지 훈련기는 네바다 주 라스베거스 에서 열린 2008 EMS 엑스포에 전시되었다.

## 기원
2008년에 마취과 의사 인 티모시 아담스(Timothy Adams)는 응급처치 공로 배지를 획득하는 보이스카우트 훈련을 돕기 위해 자원했다. 훈련 중에 Adams 박사는 하임리히 법을 시연할 수 있는 방법이 제한되어 있었기 때문에 수술실 용품을 사용하여 실습용 교육 장치를 만들었다. 이러한 경험의 결과로 Act+Fast 질식 방지 트레이너가 탄생했다. 그런 다음 심폐소생술 수업, 병원, 학교에서 구현되었다.

## 작업

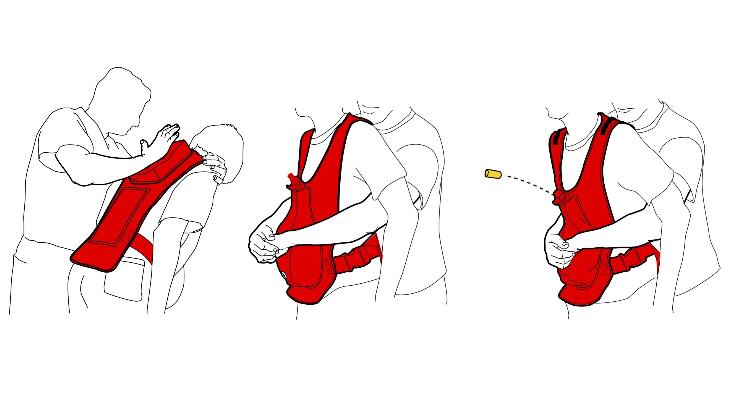
Act+Fast 질식 방지 트레이너가 작동 중이다.

질식 방지 트레이너는 장애물 완화를 시뮬레이션하기 위해 조끼로 착용된다. 조끼는 사용자의 머리 위로 착용되며 양쪽에 버클로 고정된다. 조끼 앞쪽에는 사용자의 배꼽 과 흉곽 사이에 위치하는 플라스틱 공기주머니가 있는 네오프렌 주머니가 있다. 방광 상단에는 사용자의 얼굴에서 위쪽을 향하는 개구부가 있는 견고한 기도가 있다. FBAO (이물질 기도 폐쇄)를 시뮬레이션하기 위해 폼 플러그를 기도에 배치한다. 적절한 기술이 수행되면 폼 플러그가 공중으로 발사되어 즉각적인 피드백을 제공한다. 질식 방지 트레이너에는 영국 소생협회 에서 권장하는 백슬랩용 폼 등받이 패드도 포함되어 있다. 질식 방지 훈련기를 사용하면 사용자는 전 세계 유럽 소생 협의회, 국가 안전 협의회, 국제 적십자 및 적신월 운동의 질식 구조 프로토콜을 연습할 수 있다.

## 수용과 인정.
전 세계 유통업체를 통해 판매되는 질식 방지 훈련기는 학교, 소방서, 구조대 및 심폐소생술 교육 수업에서 사용된다.
2009년에 질식 방지 훈련기는 Journal of Emergency Medicine이 선정한 제27회 EMS Today에서 가장 혁신적인 제품 30개 중 하나로 선정되었다.

## 같이 보기
- 질식의 응급처치
- 기본생활지원
- 복부 추력